# Danmei
 (décembre 2023).
La mise en forme du texte ne suit pas les recommandations de Wikipédia : il faut le « wikifier ».
Les points d'amélioration suivants sont les cas les plus fréquents. Le détail des points à revoir est peut-être précisé sur la page de discussion.
- Les titres sont pré-formatés par le logiciel. Ils ne sont ni en capitales, ni en gras.
- Le texte ne doit pas être écrit en capitales (les noms de famille non plus), ni en gras, ni en italique, ni en « petit »…
- Le gras n'est utilisé que pour surligner le titre de l'article dans l'introduction, une seule fois.
- L'italique est rarement utilisé : mots en langue étrangère, titres d'œuvres, noms de bateaux, etc.
- Les citations ne sont pas en italique mais en corps de texte normal. Elles sont entourées par des guillemets français : « et ».
- Les listes à puces sont à éviter, des paragraphes rédigés étant largement préférés. Les tableaux sont à réserver à la présentation de données structurées (résultats, etc.).
- Les appels de note de bas de page (petits chiffres en exposant, introduits par l'outil «  Source ») sont à placer entre la fin de phrase et le point final[comme ça].
- Les liens internes (vers d'autres articles de Wikipédia) sont à choisir avec parcimonie. Créez des liens vers des articles approfondissant le sujet. Les termes génériques sans rapport avec le sujet sont à éviter, ainsi que les répétitions de liens vers un même terme.
- Les liens externes sont à placer uniquement dans une section « Liens externes », à la fin de l'article. Ces liens sont à choisir avec parcimonie suivant les règles définies. Si un lien sert de source à l'article, son insertion dans le texte est à faire par les notes de bas de page.
- La présentation des références doit suivre les conventions bibliographiques. Il est recommandé d'utiliser les modèles {{Ouvrage}}, {{Chapitre}}, {{Article}}, {{Lien web}} et/ou {{Bibliographie}}. Le mode d'édition visuel peut mettre en forme automatiquement les références.
- Insérer une infobox (cadre d'informations à droite) n'est pas obligatoire pour parachever la mise en page.

Pour une aide détaillée, merci de consulter Aide:Wikification.
Si vous pensez que ces points ont été résolus, vous pouvez retirer ce bandeau et améliorer la mise en forme d'un autre article.

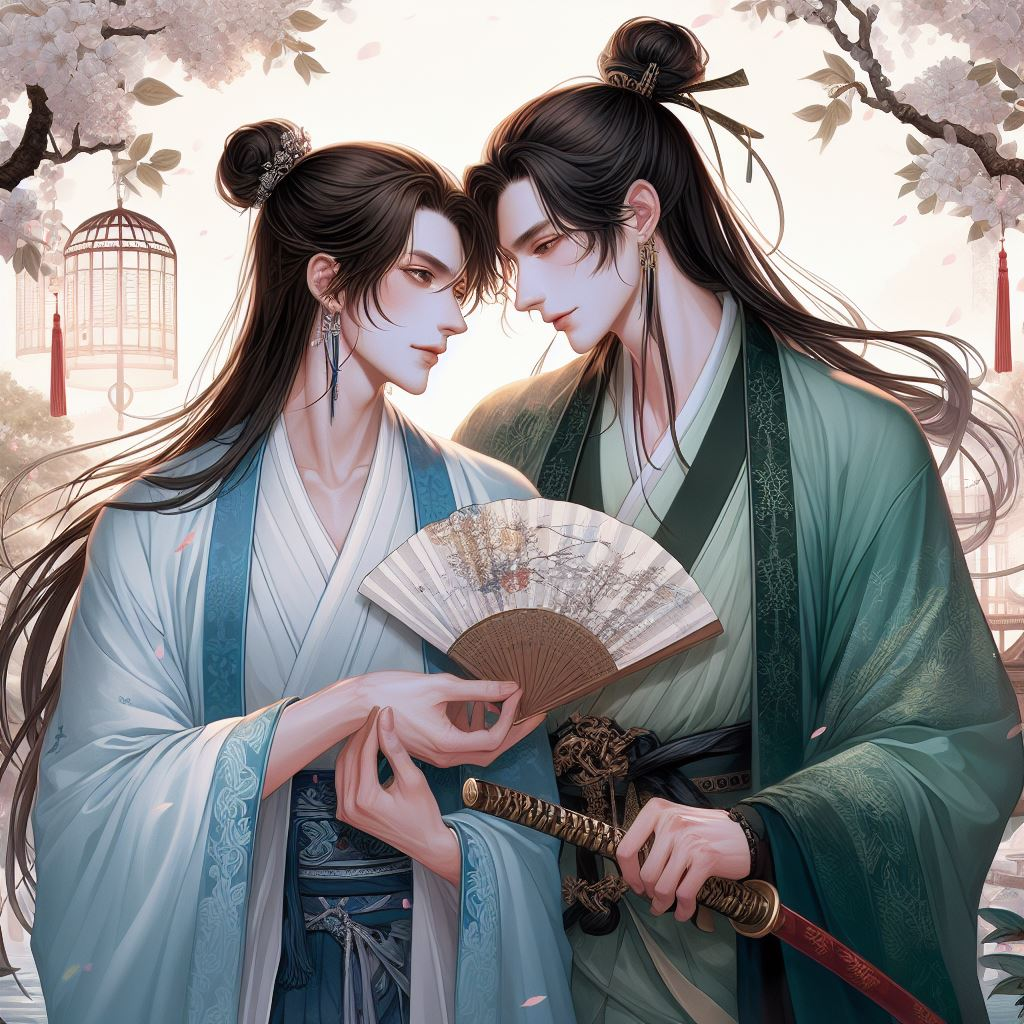
Danmei, image générée par intelligence artificielle.

Le danmei (chinois : 耽美; pinyin : dānměi ; lit. « se livrer à la beauté ») est un genre littéraire chinois et d'autres médias fictifs qui présentent des relations amoureuses entre des personnages masculins (en). Le danmei est généralement créé par des femmes et destiné à un public féminin hétérosexuel. Même si les œuvres de danmei et leurs adaptations ont acquis une grande popularité en Chine et dans le monde, leur statut juridique reste obscur en raison de la politique de censure chinoise. L’équivalent féminin du danmei avec des personnages féminins de même sexe est connu sous le nom de bǎihé (chinois : 百合 ; lit. « lys »), qui est un réemprunt orthographique du mot japonais yuri, mais il n'est pas aussi connu ou populaire que le danmei.

## Histoire
Le genre romantique homosexuel entre des personnages masculins de même sexe est appelé « boys’ love » en anglais et traduit littéralement en français par « l'amour des garçons », ou BL de l’anglais abrégé, est né dans les mangas japonais au début des années 1970 et a été introduit en Chine continentale via des traductions taïwanaises piratées de bandes dessinées japonaises au début des années 1990,. Le terme danmei est un emprunt du mot japonais tanbi (耽美, « esthétisme »), mais les fans chinois utilisent souvent les termes danmei et BL de manière interchangeable.
En 1999, plusieurs forums Danmei en ligne avaient été créés. Ces lieux ont commencé par servir de communautés pour les fans chinois de BL japonais, mais ont rapidement commencé à accueillir des œuvres de fans et des histoires originales de danmei écrites par des jeunes femmes chinoises. Cette même année a également vu la création du premier magazine imprimé consacré au danmei, Danmei Season, qui a été publié en continu jusqu'en 2013 malgré l'absence d'autorisation officielle pour le faire.
Alors que les premières communautés de danmei en ligne étaient en grande partie dirigées par des fans amateurs du genre, ces sites web ont été progressivement supplantés par une multitude de sites web commerciaux de fiction en ligne fondés au début des années 2000. Le plus grand d'entre eux, Jìnjiāng Wénxuéchéng (chinois : 晋江文学城; lit. « Jinjiang Literature City »), a été fondé en 2003 et a depuis rassemblé 7 millions d'utilisateurs enregistrés et plus de 500 000 titres. Les œuvres publiées sur Jinjiang Literature City (zh) comprennent à la fois des œuvres originales et des fanfictions, des romances hétérosexuelles, gays et lesbiennes ainsi que des histoires appartenant à d'autres genres, mais ce site est surtout connu comme plate-forme pour les romans danmei originaux.
Le danmei a maintenant atteint un public plus large en Chine et ailleurs à la fin des années 2010, avec des adaptations de danmei censurées comme Guardian (en) (2018, Youku) et The Untamed (2019, Tencent Video) recevant des milliards de vues et une large distribution internationale. En 2020, les producteurs de cinéma et de télévision ont acheté les droits de 59 titres danmei.

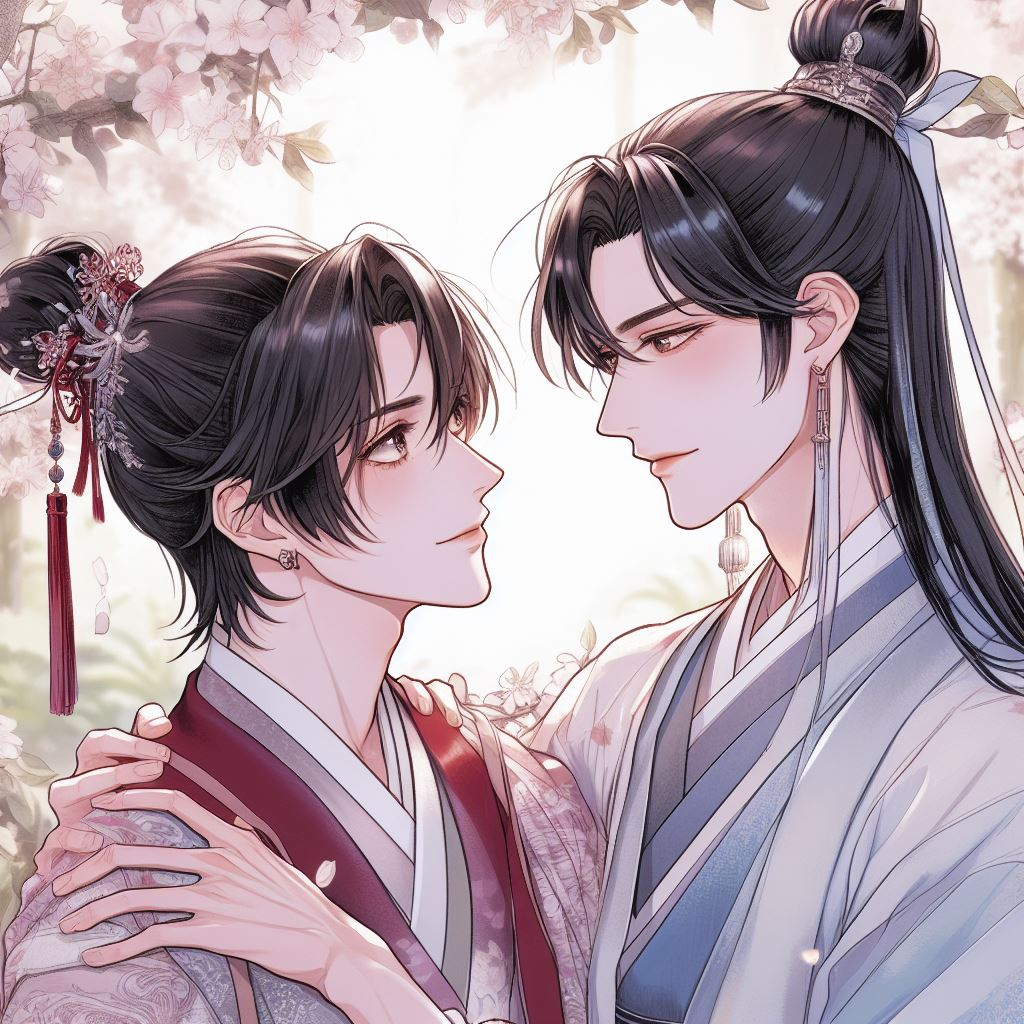
Deux hommes se regardant, image générée par intelligence artificielle.

## Caractéristiques du genre
Le danmei est souvent classé comme un sous-genre se concentrant principalement sur l'exploration des relations émotionnelles et des histoires d'amour entre hommes. Dans le domaine de la littérature, il est considéré comme une forme d'expression des thèmes homosexuels, mettant l'accent sur les enchevêtrements émotionnels et le développement des histoires entre des personnages masculins. Les œuvres de danmei peuvent impliquer différents genres littéraires tels que la romance, le moderne et le fantastique, mais leur objectif principal est de décrire les sentiments entre les hommes.
En ce qui concerne les œuvres de danmei, elles peuvent englober différents genres littéraires : la littérature romantique dont les œuvres de danmei mettent généralement l'accent sur la relation émotionnelle entre les personnages et l'histoire romantique, étroitement liée au thème de la littérature romantique; la littérature moderne dont les œuvres de danmei jouent un rôle unique dans la littérature moderne. Elles se situent souvent dans le contexte de la société contemporaine et traitent des attitudes de cette société envers les relations homosexuelles et l'orientation sexuelle. Elles ne se concentrent pas seulement sur les relations émotionnelles entre les hommes, mais reflètent également la diversité et l'inclusion de la société. Les œuvres modernes de danmei vont souvent plus loin dans la représentation des émotions, explorant le monde intérieur et les changements émotionnels des personnages. Elles peuvent explorer des thèmes tels que l'orientation sexuelle, la pression sociale et les relations familiales, et sont plus proches du pluralisme et de la réalité de la société contemporaine que les œuvres traditionnelles de danmei. De plus, les œuvres modernes de danmei peuvent également impliquer un plus large éventail de thèmes et de styles, y compris des histoires se déroulant dans la science-fiction, le suspense, la guerre ou des problèmes sociaux, ce qui permet d'intégrer les éléments de danmei à différents types d'intrigues, enrichissant ainsi les couches et la profondeur de l'œuvre; la littérature jeunesse de danmei fait référence aux œuvres utilisant des adolescents ou de jeunes adultes comme protagonistes pour explorer leur monde émotionnel, leur processus de croissance et leur orientation sexuelle. Ces œuvres se concentrent souvent sur les histoires émotionnelles de jeunes hommes, montrant leur croissance, leur exploration et leur découverte de leur propre identité. Ce type d'œuvres de danmei met l'accent sur l'expérience émotionnelle et le processus de maturation des jeunes, tout en explorant leurs enchevêtrements émotionnels et leurs explorations; enfin, la littérature fantastique de danmei est un domaine unique qui combine des thèmes danmei et des éléments fantastiques pour créer des mondes narratifs imaginatifs et captivants. Dans cette littérature, les auteurs utilisent souvent des éléments fantastiques (tels que la magie, les superpouvoirs, d'autres mondes, etc.) pour créer un arrière-plan unique, qui offre une situation spéciale et un espace de développement pour l'intrigue de danmei. Ces œuvres peuvent explorer l'impact des forces surnaturelles sur les relations entre les personnages, ou incorporer des intrigues de danmei dans des mondes fantastiques mystérieux. À l'aide d'éléments fantastiques, les créateurs ont créé des environnements inhabituels qui rendent les relations entre les personnages plus colorées et émotionnelles. Ces histoires repoussent souvent les limites du monde réel, plongeant le lecteur dans un monde plein de magie, de mystère et d'exploration, tout en ressentant l'enchevêtrement émotionnel et le développement entre les personnages. La littérature fantastique de danmei explore non seulement la relation émotionnelle entre des personnes du même sexe, mais se déploie également dans un arrière-plan merveilleux qui transcende le monde réel, offrant aux lecteurs une expérience de lecture différente, à la fois fantastique et sensuelle. Tout comme le monde relativement bien connu de l'A/B/O, c'est de là qu'il vient,,.
Ces genres s'entremêlent parfois pour créer une collection riche et diversifiée d'œuvres qui plaisent à différents types de lecteurs.
En tant que genre unique, la littérature danmei présente certaines différences et caractéristiques par rapport aux autres genres littéraires en termes d'expression et de thème.

### Différences
1. Concentration émotionnelle : la littérature danmei se concentre généralement sur les relations émotionnelles et les histoires d'amour entre hommes, tandis que d'autres genres littéraires peuvent traiter de thèmes émotionnels plus larges, notamment la famille, l'amitié, le fait de grandir, etc.
2. Esthétique et expression : la littérature danmei met particulièrement l'accent sur l'esthétique des personnages, mettant l'accent sur l'enchevêtrement émotionnel et l'expression des sentiments entre les personnages, tandis que d'autres genres peuvent se concentrer davantage sur l'exploration de récits ou de thèmes spécifiques.
3. Acceptation sociale : la littérature danmei implique souvent des relations entre personnes du même sexe et peut donc faire l'objet de divers degrés d'examen ou de controverse dans certains contextes sociaux ou culturels, tandis que d'autres genres littéraires peuvent être plus acceptables ou considérés comme des formes plus traditionnelles de littérature.

### Avantages et inconvénients
Dans les mérites nous retrouvons dans le danmei une émotion profonde : la littérature danmei est souvent plus approfondie dans la description des émotions et des relations interpersonnelles, et peut toucher la résonance émotionnelle profonde du cœur du lecteur; puis une diversité et inclusion : ce genre peut aider à promouvoir l'acceptation et la compréhension de la diversité en mettant en valeur diverses orientations sexuelles et modèles de relations.

## Public
La littérature différée a gagné en importance dans le monde entier au cours des dernières années. Elle touche un large éventail de publics, notamment les adolescents et les jeunes adultes, les lectrices, la communauté LGBTQ+ et les personnes qui apprécient la culture innovante. Selon une enquête menée dans le Hunan, en Chine, 2,9 % des étudiants s'identifient comme homosexuels, 4,9 % comme bisexuels et 12,4 % comme incertains de leur identité sexuelle, contre 2,4 % des étudiantes, 12,4 % des étudiants et 14,3 % des étudiantes[pas clair]. 37,5 % des personnes connaissaient la « délinquance » ou l'« homoérotisme », dont 32,3 % ont déclaré qu'ils « aimaient » et 11,9 % ont déclaré qu'ils désiraient ardemment l'amour homosexuel décrit dans les œuvres littéraires. Les femmes sont plus attirées par la littérature délinquante (en), probablement parce que ces œuvres mettent l'accent sur l'expression émotionnelle, les relations entre les personnages et la description délicate des émotions, ce qui correspond à la préférence de certaines spectatrices pour les histoires romantiques et sensuelles,.
Ces admiratrices de la littérature danmei se qualifient de « filles pourries » – fujoshi au Japon, bunyeoja en Corée et funü en Chine – « pour décrire leur enthousiasme pour les récits fantasmagoriques apparemment enracinés dans l’homosexualité masculine ».

## Médias
Au début du XXIe siècle, avec la popularisation de l'internet, les romans en ligne (en) sont devenus la principale plateforme de création et de diffusion de la littérature délinquante. Certains sites web, tels que Jinjiang Literature City （晋江文学城）et Red Sleeve（红袖）, sont devenus le principal lieu de rassemblement des auteurs et des lecteurs pro-vie.
Il existe également des bandes dessinées, telles que Quick Look Comics（快看漫画）, Bilibili Comics（哔哩哔哩漫画） et d'autres plateformes.
Ces dernières années, certains romans ont été adaptés en anime ou en série télévisée, comme  Guardian（镇魂）et Grandmaster of Demonic Cultivation (en)（魔道祖师），The Untamed（陈情令）.
Malgré la censure et les restrictions imposées à la culture différée en Chine, ces œuvres ont été adaptées et ont atteint une grande valeur commerciale.

## Censure
Depuis 2004, la Chine s'efforce de réformer la sécurité du réseau et la communication avec les médias, et de renforcer la gestion du marché de l'internet.
Le gouvernement chinois a adopté la loi sur la cybersécurité en 2016 pour combler les lacunes du mécanisme de censure du discours en ligne, ce qui signifie que l'industrie de la culture retardée, qui est devenue populaire sur internet, a également dû être soumise à une censure en ligne de plus en plus stricte. Addicted (上瘾), le premier drame danmei populaire en Chine, diffusé sur internet le 29 janvier 2016, a été mis hors ligne en moins d'un mois parce qu'il était trop populaire et que son sujet était sensible.
Depuis 2017, pour que les adaptations de danmei passent la censure et s'efforcent de maximiser le marché, les producteurs de dramatiques ont procédé à des ajustements sur la manière dont les éléments danmei sont présentés dans l'intrigue et le contrôle de l'échelle, y compris l'utilisation d'expressions cryptiques lors de la présentation des éléments danmei, et la suppression de certains des épisodes à plus grande échelle dans les œuvres originales.
Par la suite et pour certains sites web de danmei ainsi que des auteurs à rectifier, en 2018, l'auteur danmei Liu Yuanyuan (nom de plume : Tianyi天一) a été condamné à 10 ans d'emprisonnement pour avoir imprimé son journal personnel Attack on the Occupation et vendu 7 000 exemplaires, réalisant ainsi un bénéfice de 150 000 yuans. En 2019, l'auteur danmei Mr. Deepsea（深海先生） a été condamné à quatre ans d'emprisonnement pour le crime d'exploitation commerciale illégale. Le 10 novembre 2020, le célèbre écrivain de Jinjiang Yuan Yifang (nom de plume : Moxiangtongchou墨香铜臭) a été soupçonné d'exploitation commerciale illégale et a été condamné à une peine de prison pour ce délit.
En 2020, l'Administration nationale de la presse et de la publication a publié un avis sur le renforcement de la gestion des contenus littéraires en ligne, qui exige des grandes plateformes qu'elles exercent une censure plus stricte sur les contenus littéraires en ligne. Cette politique pourrait avoir eu un impact sur la littérature en différé, rendant certaines plateformes plus prudentes en matière de contenu.
En septembre 2021, l'Administration d'État de la radio, du cinéma et de la télévision (SARFT) a publiquement appelé à la rectification des spectacles, des cercles de riz （饭圈Fait référence aux groupes de fans de certaines idoles）et d'autres situations chaotiques, y compris le vent dangai. C'était la première fois que la SARFT appelait officiellement et publiquement au boycott du dangai (ce terme vise à brouiller les frontières du danmei pour faciliter la censure des œuvres).
En janvier 2022, le Bureau municipal de la radio et de la télévision de Pékin (BRTB) a tiré le premier coup de feu contre les dramatiques dangai, appelant à un arrêt complet des films en ligne et des dramatiques télévisées sur le thème dangai.
Le fait que la culture danmei encourage l'homosexualité, ce qui n'est pas conforme aux valeurs dominantes de la Chine, pourrait être la principale raison pour laquelle le gouvernement chinois a décidé de la réglementer.
La minorisation est aujourd'hui un problème majeur pour le gouvernement chinois. Le taux de natalité (c'est-à-dire le nombre de naissances pour 1 000 habitants) en Chine est tombé en dessous de 10 % en 2020 et 2021, à 8,52 pour 1 000 et 7,52 pour 1 000, respectivement, en raison de l'épidémie de maladies coronarienne.